# Tao Sigulda
Tao Sigulda (Riga, Letònia - 4 d'abril de 1914 - Jundiai / SP, 10 de febrer de 2006) fou un artista, escultor, arquitecte, cineasta letó establert al Brasil.
Nascut a Riga el 1914, el 1930 va viatjar a Sant Petersburg, Rússia, per iniciar els seus estudis d'art a l'Studio Romam Sutta. Amb una formació acadèmica en arquitectura, esdevindria pintor, escriptor, escultor i escenògraf i cineasta, arribant a fer un documental sobre la Segona Guerra Mundial, la filmació en diversos fronts el 1943.
El 1960 Tao i la seva esposa Tama van viatjar al Brasil, amb la intenció de seguir viatjant fins al Canadà. A l'any següent, l'artista va participar en diverses exposicions col·lectives a la Galeria Prestis Maia (Sao Paulo) i ell i la seva parella van anar gradualment prenent arrels al país.
Les seves obres es poden veure en països com Austràlia, Àustria, Àfrica, Bèlgica, Canadà, França, Anglaterra, Itàlia, Suïssa, Rússia i la seva Letònia natal. Al Brasil, les obres de Sigulda són al Centre Cultural Tao Sigulda. L'espai que porta el seu nom, també hi obres d'art de pintors i escultors de tot Brasil.
El 2006 va ser hospitalitzat durant 23 dies a l'Hospital Pintagueiras a Jundiaí, amb problemes a la vesícula biliar, i va morir d'insuficiència renal. Va ser vetllat al Cementiri de Bosc da Saudade, a Campo Limpo Paulista, la ciutat on vivia.